# بياتريس مابل كيف براون كيف
بياتريس مابل كيف براون كيف (بالإنجليزية: Beatrice Mabel Cave-Browne-Cave)‏‏(30 مايو 1874 - 9 يوليو 1947) عالمة رياضيات إنجليزية، وهي رائدة في رياضيات الطيران.

## الولادة والتعليم
كانت بياتريس كيف براون كيف ابنة السير توماس كيف براون كيف وكيف بلانش ماتيلدا ماري آن (ني ميلتون)، كانت واحدة من ستة أشقاء. جاء لقب العائلة (كيف_براون_كيف) من مجموعة متنوعة من الظروف التاريخية، لكنها كانت تميل هي وشقيقتها الصغرى فرانسيس إلى استخدام اللقب الوحيد كيف مهنيًا. تم تعليم كيف في المنزل في ستريثام ودخلت كلية جيرتون بكامبريدج مع فرانسيس في عام 1895. في عام 1898 أكملت شهادة في الثلاثيات الرياضية وحصلت على مرتبة الشرف من الدرجة الثانية. في العام التالي اجتازت كيف الجزء الثاني من الثلاثيات الرياضية مع مرتبة الشرف من الدرجة الثالثة.

## حياتها المهنية
أمضت كيف أحد عشر عامًا في تدريس الرياضيات للفتيات في مدرسة ثانوية في كلافام في جنوب غرب لندن، والقيام بأعمال الحوسبة في المنزل.
في السنوات التي سبقت الحرب العالمية الأولى مباشرة عملت كيف تحت إشراف البروفيسور كارل بيرسون في مختبر جالتون في كلية لندن الجامعية. في عام 1903 كانت من بين ستة باحثين بما في ذلك أختها فرانسيس، التي تعاونت في دراسة كبيرة لتنمية الطفل بقيادة بيرسون. عملوا بدون أجر حتى قدمت Worshipful company of Drapers منحة دفعت لهم راتبًا عام 1904. كان بيرسون يأمل في إثبات أدلة على وراثة السمات من خلال جمع البيانات البدنية والعقلية من 4000 طفل وأولياء أمورهم والتي شملت بعض طلاب مدرسة ثانوية كيف. ساعدت في جمع ومعالجة البيانات وكذلك الحسابات ذات الصلة. نشرت كيف في بيومتريكا وأجرت أيضًا تحليلات إحصائية للخزينة ومجلس التجارة. بدأت كيف العمل بدوام كامل كعقل إلكترونى في مختبر جالتون في عام 1913، وفي ذلك الوقت شاركت في تأليف ورقتين منشورتين في بيومتريكا بما تضمنا الرسوم التوضيحية الرقمية لطريقة الاختلاف المتغير. أنشأت كيف أيضًا جداول الارتباط في عام 1917 استنادًا إلى سلسلة من تجارب تربية الفئران بواسطة رافائيل ويلدون زميل بيرسون في الكلية الجامعية. تضمنت جداول الارتباط الخاصة بها جداول توضح مقدار الصبغة، وربط العملية القديمة والجديدة لتحديد كمية التصبغ، ونسب تصبغ الأم والابن والأجداد والنسل، وكمية الأب والابن من الصباغ في الفئران.
في عام 1916 بدأت كيف العمل لدى الحكومة لتصميم الطائرات. أجرت بحثًا أصليًا للحكومة حول رياضيات الطيران التي ظلت سرية بموجب قانون الأسرار الرسمية لمدة خمسين عامًا. درست آثار الأحمال على مناطق مختلفة من الطائرات أثناء الطيران، وساعدت أبحاثها في تحسين استقرار الطائرات وكفاءة المروحة. يتم الاحتفاظ ببعض أعمالها في أرشيفات UCL التي تتضمن مراسلات من وقتها في مختبر جالتون للعمل على مسارات القنابل والسرعات النهائية واختبارات الأخشاب والصواعق لقسم الطيران في الأميرالية ووزارة الذخائر.
تم انتخاب كيف كزميل مشارك في الجمعية الملكية للطيران في عام 1919 وحصلت على رتبة الإمبراطورية البريطانية في عام 1920. عملت لاحقًا كمساعدة للسيد ليونارد بارستو، وأستاذ زاهاروف للطيران في كلية لندن الإمبراطورية، وعملت على حركة سلسة. في عام 1922 تم نشر دراسات كيف حول تذبذبات الطائرات في تقرير اللجنة الاستشارية للملاحة الجوية. تم تضمين اسم كيف أيضًا إلى جانب بارستو في تقاريره المنشورة في عامي 1922 و 1923 عن ميكانيكا الموائع.

## حياتها اللاحقة والموت
تقاعدت كيف في عام 1937، واستمرت في العيش في ستريثام. توفيت في 9 يوليو 1947 عن عمر يناهز 73 عامًا.